# Titley
Titley – wieś w Anglii, w hrabstwie Herefordshire. Leży 27 km na północny zachód od miasta Hereford i 213 km na zachód od Londynu.